# Сэйерс, Джозеф
Джозеф Дрейпер Сэйерс (англ. Joseph Draper Sayers; 23 сентября 1841, Гренада, Миссисипи — 15 мая 1929, Остин, Техас) — американский политик, 22-й губернатор штата Техас, член демократической партии.

## Биография

### Ранние годы
Джозеф Сэйерс родился 23 сентября 1841 года в Гренаде, Миссисипи, в семье доктора Дэвида Сэйерса и его жены Мэри Томас (Пит). Его мать умерла в 1851 году, и вскоре после этого он вместе со своим отцом и младшим братом Уильямом переехал в Техас. Семья поселилась в Бастропе, где Сэйерс с братом поступили в военный институт.
Когда вспыхнула гражданская война, Сэйерс присоединился к 5-му техасскому полку армии КША и воевал в кавалерийском отряде под командованием генерала Тома Грина. В феврале 1862 года он принимал участие в битве при Вальверде в Нью-Мексико и за проявленную храбрость при захвате артиллерийской батареи был представлен к повышению. В том же году он вернулся со своим полком в Техас, а позже был передислоцирован в Луизиану, где в апреле 1863 года был ранен в битве при лагере Бисленд. За решительные действия во время этого сражения Сэйерс был произведён в майоры и назначен начальником штаба Грина. В апреле 1864 года в сражении при Мансфилде Сэйерс был ранен ещё раз. После того, как 12 апреля Грин погиб, Сэйерс стал помощником адъютанта генерала Ричарда Тейлора.
После окончания войны Сэйерс вернулся в Техас. Он открыл школу и одновременно изучал право. Он был принят в коллегию адвокатов, а затем совместно с Дж. «Уолшем» Джонсом открыл юридическую фирму.

### Государственная служба
В 1873 году Сэйерс стал членом Сената штата Техас. После окончания срока полномочий в 1875 году, он три года был председателем исполнительного комитета Демократической партии Техаса, а в 1876 и 1878 годах был председателем на съездах партии. В 1878 году съезд выдвинул его кандидатом в вице-губернаторы в паре с Ораном Робертсом, а позже он победил на выборах. Сэйерс и Робертс расходились только в одном вопросе; Сэйерс считал, что государственные земли необходимо сохранить для поселенцев и школ, а не продавать по дешёвке спекулянтам, как предлагал Робертс.
В 1884 году Сэйерс был избран в Палату представителей США, где служил до 1898 года. В том же году он баллотировался на пост губернатора, победил на выборах и занял пост в начале 1899 года. Во время его пребывания в должности профсоюзы были освобождены от антитрестовского законодательства, были увеличены расходы на образование, тюрьмы и учреждения социального обслуживания, а также упразднены налоговые льготы железнодорожным компаниям. Сэйерс также санкционировал создание школьных округов.
Губернаторство Сэйерса было отмечено большим количеством стихийных бедствий. В 1899 году разлилась река Бразос, а в следующем году большие разрушения вызвал Галвестонский ураган. Другие части штата пострадали от сильной засухи, а урожай хлопка был уничтожен хлопковым долгоносиком. Штату была оказана финансовая помощь, которую Сэйерс распределил «честно и справедливо».

### Последние годы
После ухода с поста губернатора в 1903 году, Сэйерс занялся юридической практикой. Он входил в состав совета попечителей Техасского университета в Остине в 1916 году, а также в Совет по несчастным случаям на производстве в 1913—1915 годах, Совет юрисконсультов штата в 1922—1926 годах и Совет по помилованиям с 1927 года.
Сэйерс умер 15 мая 1929 года и был похоронен в Бастропе.